# Париж-Мангеттен (фільм, 2012)
«Париж-Мангеттен» фр. Paris-Manhattan) — французький фільм режисера Софі Лелуш, з участю Вуді Аллена, що вийшов на екрани 18 липня 2012 року.

## Сюжет
Молода і гарна фармацевтка Аліса (Аліса Тальйоні) на жаль самотня, хоч її люблять сестра (Марина Дельтерм) та батьки. У неї було вже багато кавалерів, а у її батька (Мішель Омон) та рідних вже вичерпується фантазія для придумування причин, щоб познайомити її з наступим кандидатом-нареченим. Хто ж буде достойним принцом для принцеси?

## Ролі виконують
- Патрік Брюель — Віктор
- Аліса Тальйоні — Аліса
- Марина Дельтерм — Елен
- Луї-До де Лянкесан[fr] — П'єр
- Мішель Омон — батько Аліси
- Марі-Крістін Адам[fr] — мати Аліси
- Яннік Сульє[fr] — Вінсент
- Марго Шательє[fr] — Лора
- Вуді Аллен — грає Вуді Аллена
- Давид Марсе — клієнт Аліси на ярмарку

## Навколо фільму
- Це перший повнометражний фільм Софі Лелуш, яка, до речі, не є родичкою Клода Лелуша.
- У цьому фільмі, Вуді Аллен постає знову як актор, після шестирічної перерви від 2006 року, коли він зіграв роль Сіда Вотермана у фільмі «Сенсація», в якому він також був режисером.